# Almirante Latorre (CL-04)
El Almirante Latorre (CL-04), fue un crucero ligero de la Clase Tre Kronor perteneciente a la Armada de Chile, que sirvió anteriormente en la Armada de Suecia con el nombre  HM Kryssare Göta Lejon

## El buque
Su planta motriz constaba de dos ejes que en total entregaban 90 000 cv, que le permitían desarrollar una velocidad de 33 nudos. Sus turbinas de vapor sistema de Laval con controles hidráulicos, se alojaban en dos salas de máquinas, formando dos conjuntos compuestos por dos salones de calderas y una sala de máquina por cada eje. Operaba con vapor sobrecalentado a 32 atmósferas y con una temperatura aproximada de 250 °C.
Su sistema eléctrico estaba compuesto por 4 turbogeneradores a vapor y 5 grupos electrógenos diésel, con una tensión de 220 VDC. Existía un circuito menor de 220 DC para uso más bien doméstico.

## Historial
Fue construido en Suecia en los astilleros Eriksberg Mekaniska Verkstad, Gotemburgo, finalizado en 1947. El buque fue reformado entre los años 1951 y 1952 y modernizado en 1958. 
Prestó servicio en la Armada Sueca hasta el 1 de julio de 1970, año en que fue transferido a la Armada de Chile, donde fue renombrado y se le asignó el numeral CL 04. Fue dado de alta en 1971 bajo el mando del capitán de Navío Carlos Borrowman Sanhueza. 
En los episodios que marcaron las tensiones bilaterales entre Chile y Argentina en 1978, su comandante en el teatro de Operaciones Austral fue el capitán de navío Sergio Sánchez Luna, quien posteriormente alcanzó el grado de Vicealmirante.
El 15 de septiembre de 1986, fue vendido a la "Shiong Yek Steel Corporation" de Taiwán para ser desguazado.